# Frank Schorpion
Frank Schorpion (* in Winnipeg, Manitoba) ist ein kanadischer Schauspieler und Synchronsprecher.

## Leben
Schorpion wurde in Winnipeg geboren. Er ist Absolvent der University of Calgary und spricht fließend Englisch und Französisch. Er kann einen schottischen Dialekt sprechen. Er ist mit der kanadischen Schauspielerin Brigitte Paquette verheiratet und der Stiefvater von Charlotte Le Bon.
Ab 1991 wirkte Schorpion als Fernseh- und Filmschauspieler mit. Eine erste größere Rolle hatte er 1993 in der Fernsehserie Au nom du père et du fils inne, in der er die Rolle des Sam Fitzpatrick in insgesamt 12 Episoden verkörperte. Im Folgejahr spielte er dieselbe Rolle in sieben Episoden der Fernsehserie Le Sorcier. 1998 übernahm er größere Rollen in den Filmen Home Team – Ein treffsicheres Team und False Pretense – Der Schein trügt. 2011 war er unter anderen als Greg im Katastrophenfernsehfilm Metal Tornado und im Horrorfilm Blue Moon – Als Werwolf geboren als Jack Kidman zu sehen. 2014 stellte er in Zauber einer Weihnachtsnacht den Bürgermeister Harold Spencer dar. Er hatte 2017 zwei größere Serienrollen in Bad Blood und District 31 sowie von 2018 bis 2019 in der Fernsehserie En tout cas inne. Jüngere Filmproduktionen mit Schorpion waren 2021 in Best Sellers oder 2022 in Moonfall.
Als Synchronsprecher ist Schorpion überwiegend in Computerspielen zu hören, so in etwa in Jagged Alliance: Deadly Games, Deus Ex: Human Revolution und Tom Clancy’s Ghost Recon Breakpoint.

## Filmografie (Auswahl)
- 1991: With Friends Like These...
- 1991: Heritage Minutes (Miniserie, Episode 1x13)
- 1991: Ein gefährliches Paar (Shadows of the Past, Fernsehfilm)
- 1991: Montréal vu par...
- 1992: Urban Angel (Fernsehserie, Episode 2x06)
- 1992: Die Opfer von St. Vincent – Schrei nach Hilfe (The Boys of St. Vincent, Fernsehfilm)
- 1992: I Won't Dance
- 1993: Au nom du père et du fils (Fernsehserie, 12 Episoden)
- 1994: Obstruction of Justice
- 1994: Wiege des Terrors (Relative Fear)
- 1994: Le Sorcier (Fernsehserie, 7 Episoden)
- 1994: Les héritiers Duval (Fernsehserie, Episode 1x01)
- 1994: Craque la vie! (Fernsehfilm)
- 1995: Hiroshima (Fernsehfilm)
- 1995: Stimmen aus der Schattenwelt (Voices)
- 1995: Danielle Steel: Abschied von St. Petersburg (Zoya, Fernsehfilm)
- 1995: Grusel, Grauen, Gänsehaut (Are You Afraid of the Dark?, Fernsehserie, Episode 5x05)
- 1996: Omerta, la loi du silence (Fernsehserie, 8 Episoden)
- 1996: Ivana Trump: Liebe kann man nicht kaufen (For Love Alone: The Ivana Trump Story, Fernsehfilm)
- 1996: Angelo, Frédo et Roméo
- 1996: La fabrication d'un meurtrier
- 1996: Pretty Poison (Fernsehfilm)
- 1996: My Hometown (Fernsehserie, Episode 1x13)
- 1997: Es lebt! (Habitat)
- 1997: Omertà II – La loi du silence (Miniserie, Episode 1x02)
- 1997: Diva (Fernsehserie)
- 1997: Ces enfants d'ailleurs (Miniserie)
- 1998: Im Tal der Wildkatzen (Escape from Wildcat Canyon)
- 1998: Random Encounter
- 1998: Im Sternzeichen des Todes (Dead End)
- 1998: Home Team – Ein treffsicheres Team (Home Team)
- 1998: False Pretense – Der Schein trügt (Dead End)
- 1998: Pendant ce temps... (Kurzfilm)
- 1999: 2 frères (Fernsehserie, 7 Episoden)
- 1999: Begierde – The Hunger (The Hunger, Fernsehserie 2x04)
- 2000: Kein Alibi – Dunkles Geheimnis (No Alibi)
- 2000: The Art of War
- 2000: Bad Boys Hunting (Wilder)
- 2001: Blinder Terror (Blind Terror, Fernsehfilm)
- 2001: Largo Winch – Gefährliches Erbe (Largo Winch, Fernsehserie, Episode 1x06)
- 2001: Dead Awake – Der Tod schläft nie (Dead Awake)
- 2001: Killing Time (Kurzfilm)
- 2002: Bliss (Fernsehserie, Episode 1x07)
- 2002: Le dernier chapitre: La Suite (Miniserie, 6 Episoden)
- 2003: Wicked Minds (Fernsehfilm)
- 2003: Les aventures tumultueuses de Jack Carter (Fernsehserie, 2 Episoden)
- 2004: Machine Gun Molly (Monica la mitraille)
- 2004: The Day After Tomorrow
- 2004: Road Rage – Maßlose Wut (A Deadly Encounter)
- 2004: Fortier (Fernsehserie, 3 Episoden)
- 2005: Sigma
- 2005: Slow Burn – Verführerische Falle (Slow Burn)
- 2005: Human Trafficking – Menschenhandel (Human Trafficking, Miniserie, 2 Episoden)
- 2005–2006: Naked Josh (Fernsehserie, 7 Episoden)
- 2006: One Dead Indian (Fernsehfilm)
- 2006: La chambre no 13 (Miniserie)
- 2006: Le secret de ma mère
- 2006: Men on a Lake (Kurzfilm)
- 2006: La vie secrète des gens heureux
- 2006: Young Triffie's Been Made Away With
- 2006: René Lévesque (Miniserie, 3 Episoden)
- 2007: Durham County – Im Rausch der Gewalt (Durham County, Fernsehserie, 5 Episoden)
- 2007: Too Young to Marry
- 2007: Dead Zone (Fernsehserie, Episode 6x06)
- 2007: Surviving My Mother
- 2007: Erster auf dem Mars (Race to Mars, Miniserie, 2 Episoden)
- 2008: The Valley (Kurzfilm)
- 2008: René Levesque – Le destin d'un chef (Fernsehserie, 4 Episoden)
- 2008: Summer House (Fernsehfilm)
- 2009: 3 saisons
- 2010: Secrets of the Mountain (Fernsehfilm)
- 2010: Die! – Ein Spiel auf Leben und Tod (Die)
- 2010: Krach
- 2010: Dead Lines (Fernsehfilm)
- 2011: Toute la vérité (Fernsehserie, Episode 2x03)
- 2011: Metal Tornado (Fernsehfilm)
- 2011: Secrets from Her Past (Fernsehfilm)
- 2011: Blue Moon – Als Werwolf geboren (The Howling: Reborn)
- 2012: Les Boys (Fernsehserie, 2 Episoden)
- 2012: Running Girl (Fugitive at 17, Fernsehfilm)
- 2012: The Good Lie
- 2012–2013: Claddagh (Fernsehserie, 4 Episoden)
- 2013: Exploding Sun – Wenn die Sonne explodiert (Exploding Sun, Fernsehzweiteiler)
- 2013: Trauma (Fernsehserie, 4 Episoden)
- 2013: House of Versace – Ein Leben für die Mode (House of Versace, Fernsehfilm)
- 2014: The Killer Inside (Mensonges, Fernsehserie, Episode 1x10)
- 2014: Zauber einer Weihnachtsnacht (Northpole, Fernsehfilm)
- 2015: Trigger Point
- 2015: Helix (Fernsehserie, Episode 2x11)
- 2015: Ego Trip
- 2015: The Fixer (Miniserie, 2 Episoden)
- 2015: Ville-Marie
- 2015: Stonewall
- 2015: The Art of More – Tödliche Gier (The Art of More, Fernsehserie, Episode 1x01)
- 2016: Zeit für Legenden (Race)
- 2016: Arrival
- 2016: Unité 9 (Fernsehserie, Episode 5x07)
- 2017: Small Crimes
- 2017: Shooting Fish in a Barrel (Kurzfilm)
- 2017: The Disappearance (Miniserie, Episode 1x04)
- 2017: Bad Blood (Fernsehserie, 6 Episoden)
- 2017: District 31 (Fernsehserie, 4 Episoden)
- 2018: Mommy's Little Angel (Fernsehfilm)
- 2018: The Hummingbird Project: Operation Kolibri (The Hummingbird Project)
- 2018: Ruptures (Fernsehserie, Episode 4x12)
- 2018–2019: En tout cas (Fernsehserie, 4 Episoden)
- 2019: Long Shot – Unwahrscheinlich, aber nicht unmöglich (Long Shot)
- 2019: Friedhof der Kuscheltiere (Pet Sematary)
- 2019: Good Sam
- 2019: Swept Up by Christmas (Fernsehfilm)
- 2019: Cerebrum (Fernsehserie, 2 Episoden)
- 2019: The last Note – Sinfonie des Lebens (Coda)
- 2020: Glass Houses (Fernsehfilm)
- 2020: Most Wanted (Target Number One)
- 2020: Pieces of a Woman
- 2021: Crisis
- 2021: Best Sellers
- 2021: Der Wolf und der Löwe (Le loup et le lion)
- 2022: Moonfall
- 2022: Norbourg

## Synchronisationen (Auswahl)
- 1996: Jagged Alliance: Deadly Games (Computerspiel)
- 1998: Thunder Point (Fernsehfilm)
- 2000: Begierde – The Hunger (The Hunger, Fernsehserie 2x15)
- 2000: Canada: A People’s History (Fernsehdokuserie, Episode 1x03)
- 2011: Deus Ex: Human Revolution (Computerspiel)
- 2019: Tom Clancy’s Ghost Recon Breakpoint (Computerspiel)